# Menhir von Coat-Couravel

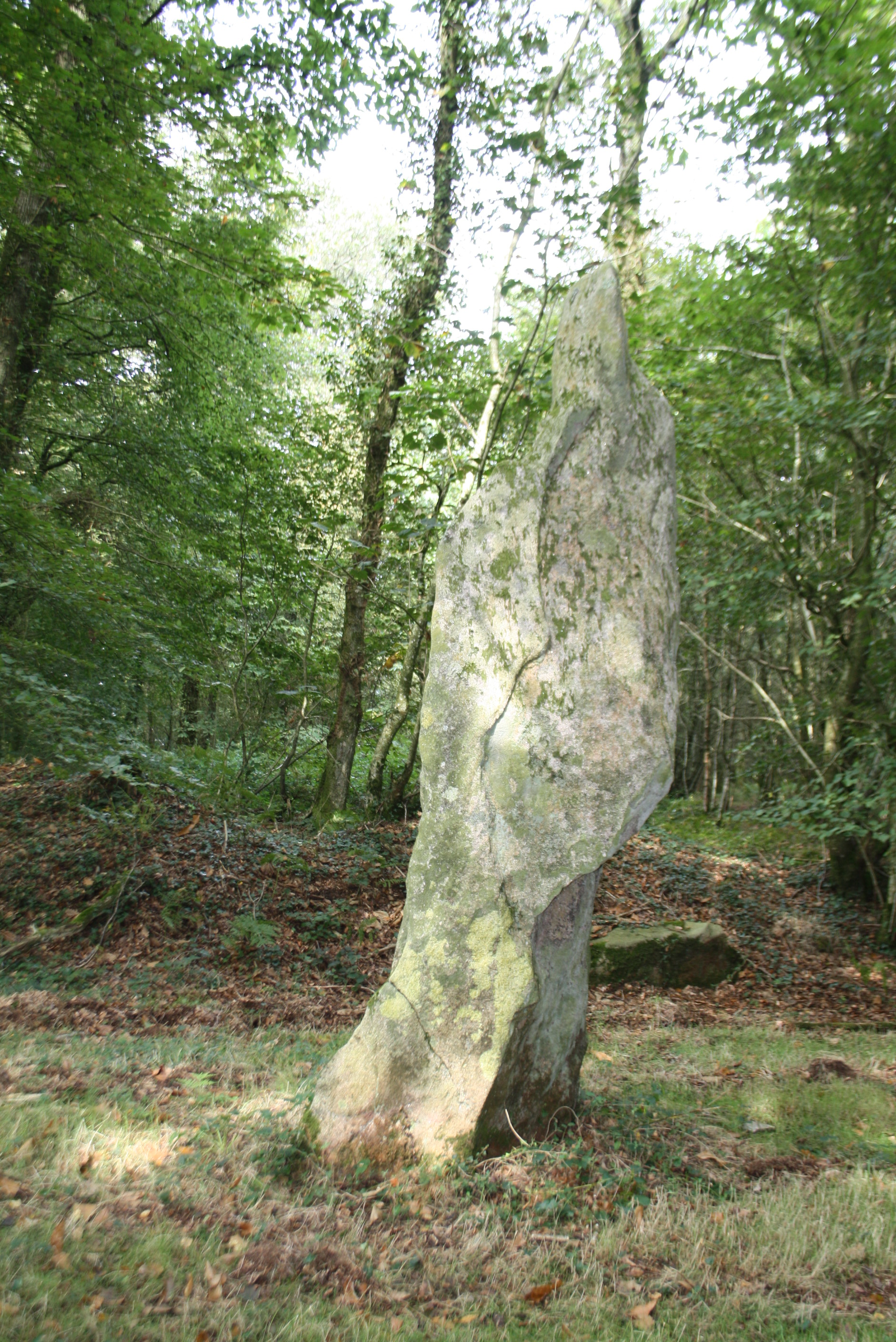
Menhir von Coat-Couraval

Der Menhir von Coat-Couraval steht im Wald südlich des Weilers Coat-Couraval, südöstlich von Glomel im äußersten Südwesten des Département Côtes-d’Armor in der Bretagne in Frankreich.
Der unregelmäßig geformte 1970 als Monument historique registrierte Menhir aus Granit aus dem Rostrenen-Massiv ist etwa 3,5 m hoch, 1,15 m breit und 0,6 m dick.
In der Nähe steht der Menhir von Glomel.